# Imparja
Imparja é uma estação de televisão australiana que iniciou suas transmissões em 2 de janeiro de 1988, sua sede fica na cidade de Alice Springs, Território do Norte, na Austrália.